# 直接格
直接格在印度-雅利安語和東伊朗語中是用於三個论元的格：及物動詞的施事论元、及物動詞的受事论元和不及物動詞的变元。
這種格也可以叫主格，但一些語言學家把這個術語保留給支配其他语义角色或语义角色组合的格。

## 引用
- Blake, Barry J.  Second edition. Cambridge: Cambridge University Press. 2001: 199 [1994]  [2010-04-06]. （原始内容存档于2019-07-20）.